# Betty Boop
Betty Boop és un personatge de ficció de dibuixos animats que va aparèixer en la sèrie Talkartoon durant els anys 20 i 30, produïda per Max Fleischer i distribuïda per Paramount Pictures.

## Història

### Orígens

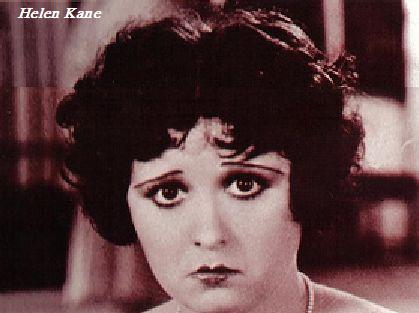
Betty Boop era originalment una caricatura de Helen Kane.

Betty Boop va ser el primer dibuix animat flapper. Va fer la seua primera aparició el 9 d'agost de 1930, en el curt titulat Dizzy Dishes, el setè de la sèrie Talkartoon de Fleischer. Grim Natwick, un animador veterà dels estudis de Walt Disney i Ub Iwerks, va ser el principal responsable de crear el personatge animat, modelat basant-se en la figura de Helen Kane, cantant i actriu dels Estats Units contractada per la Paramount Pictures, l'estudi que distribuïa els dibuixos animats de Max Fleischer. Seguint la pràctica comuna, Grim Natwick va fer un nou personatge, en aquest cas, el personatge era un gos. Començant amb aquest dibuix animat, la veu del personatge va ser interpretada per diverses actrius diferents fins que Mae Questel va aconseguir el paper el 1931 i el va mantenir fins que va finalitzar la sèrie.
El mateix Natwick va reconèixer després que l'aspecte original de Betty Boop era bastant lleig, i el va redissenyar el 1932 per al dibuix Any Rags. Les seves orelles de gos es van convertir en arrecades i la seva pell de gos es transformà en un tall de monyo. Va aparèixer en deu dibuixos com a personatge secundari, una xica flapper amb més cor que intel·ligència. Va tenir altres noms, com "Nancy Lee" o "Nan McGrew". Normalment es va fer servir com l'estrella d'estudi, "núvia" del personatge Bimbo. No se li va donar nom oficialment fins al curt de 1932 Stopping the Show. Aquest també va ser el primer dibuix animat en ser oficialment part de la sèrie de Betty Boop i no un Talkartoon. Encara que alguns afirmen que el primer nom de Betty es va establir el 1931, en el dibuix animat Screen Songs on es va anomenar BettyCo-ed i tenia un caràcter completament diferent. En total, hi havia dotze dibuixos animats de Screen Songs que van incloure a Betty Boop o almenys un personatge semblant.

### Betty com a símbol i sexual
El desenvolupament de Betty encara estava incomplet. El germà de Max Fleischer, Dave, va alterar el personatge encara més, fent-la més sensual i més femenina. La famosa personalitat de Betty es va desenvolupar finalment en el curt de 1932, Minnie the Moocher, on Cab Calloway i la seva orquestra van prestar els seus talents. A la pel·lícula, Betty escapa de la casa on viu amb els seus pares arriscant-se a perdre's amb Bimbo en una cova. Una morsa fantasmal (rotoscopiada a partir de les imatges en acció de Calloway) canta la cançó de Calloway Minnie the Moocher, acompanyada d'altres fantasmes i esquelets. Aquesta actuació embruixada envia els atemorits Betty i Bimbo a la seguretat de la llar. Els pares de Betty aparentment són jueus ortodoxos, el que ha portat a molts assumir que Betty pensava i actuava públicament com un personatge jueu. No obstant això en els episodis posteriors, com el curt de 1936 "Be Human", el seu avi és introduït retratat com un ancià de l'estil de les pel·lícules del Far West. El curt Minnie the Moocher va servir de promoció per a les posteriors aparicions de Calloway i també va establir a Betty Boop com a estrella de dibuixos animats i protagonitzaria els vuit curt Tarkartoon posteriors. L'agost de 1932, la sèrie de Talkartoon va canviar de nom oficialment a Betty Boop.
Betty Boop és famosa per ser el primer personatge de dibuixos animats que representa completament una dona sexual. Altres personatges femenins del mateix període van mostrar la seva roba íntima regularment, com Minnie Mouse, però no tenien forma completa de dona. Betty Boop, però, va revelar la seva sexualitat. Portava vestit curt i una lliga. Tenia el pit prominent i ensenyava l'escot. En les seves caricatures, altres personatges intentaven espiar-la mentre es canviava. A BettyBoop's Bamboo Isle, balla el hula portant únicament un lei (collaret de flors) i una faldilla hawaiana. Vestit que va repetir al cameo que va fer en el primer episodi de Popeye. No obstant això, els animadors es van assegurar de mantenir el personatge "pur" (oficialment ella tenia només 16 anys). Com en el film Boop Boop a Doop, quan li diu a Koko el pallasso, després de ser amenaçada pel dolent: "Don't Take My Boop-Oop-A-Doop Away" (no em treguis la meva Boop-Oop-A-Doop!). Les sensibilitats adultes de Betty la van fer triomfar i una onada de marxandatge va recórrer el món. Mentrestant, Helen Kane, que va inspirar el personatge el 1930, va demandar l'estudi Fleischer a 1934 al·legant que li havien copiat l'aparença, la forma de ballar i cantar i l'eslògan. Kane va perdre el judici (i el seu Boop Boop a Doop) quan Fleischer va provar que la frase ja havia estat utilitzada abans de Kane.

## Betty en l'actualitat

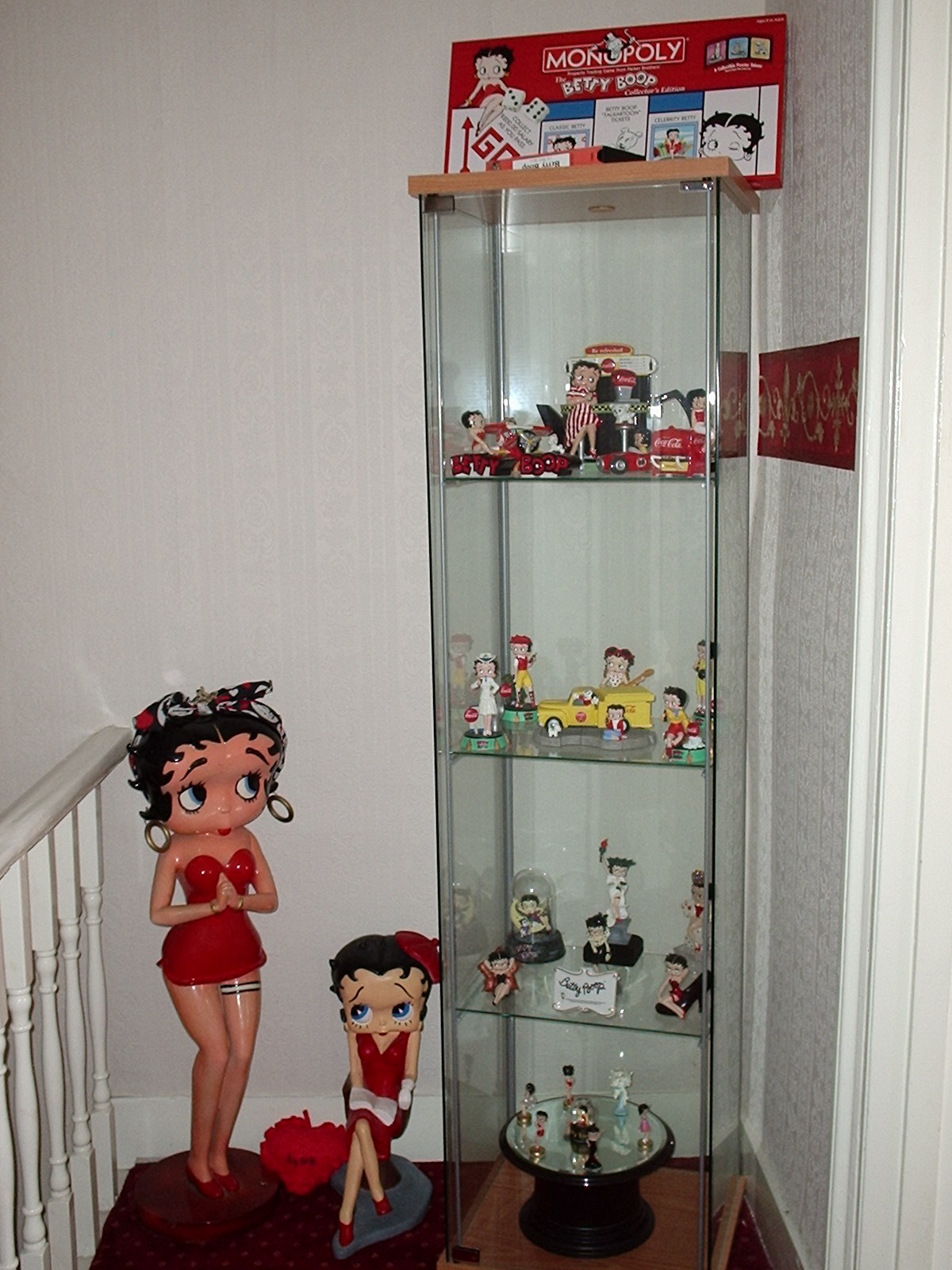
Una mostra de la mercaderia de Betty Boop

Les caricatures de Betty Boop van tornar a triomfar quan diferents cadenes estatunidenques les van reposar a la televisió durant els 50, alterant el principi i el final dels capítols traient el logo de la Paramount. No obstant això, la muntanya es manté encara que amb els drets d'autor d'UM & M. També va guanyar fama en el moviment contracultural dels anys 1960. NTA va aprofitar això per comprar els drets dels seus curtmetratges per acolorir i reemetre'ls com The Betty Boop Show. Hi va haver molta controvèrsia amb la coloració de NTA pel fet que, igual que Turner Entertainment fes més tard amb Popeye de Fleischer, els colors es van saltar dibuixos i simplificar els moviments, utilitzant animació limitada en comptes de l'animació completa de Fleischer. Ivy Flims va unir diversos curts en una pel·lícula anomenada The Betty Boop Scandals el 1974 que va tenir un cert èxit. Més tard, la NTA va llançar una altra pel·lícula recopilatòria, Hurray for Betty Boop, el 1980. Els venedors van redescobrir a Betty Boop en els 80 també, i el marxandatge amb la seva forma original, la sensual. El 1988, Betty va aparèixer per primera vegada en anys, en un cameo en la pel·lícula guanyadora d'un premi de l'Acadèmia Qui ha enredat en Roger Rabbit?. Es va conèixer ràpidament el fet que els animadors havien colat un frame de Betty nua, invisible per a l'audiència, per descomptat. Si aquest frame va existir, es va canviar per un de convencional una vegada que la pel·lícula va sortir a la venda en vídeo. La propietat de les animacions de Betty ha anat canviant de mans durant dècades a causa d'una sèrie de fusions i adquisicions corporatives. El 2006, la CBS Paramount Television controla la distribució a la televisió mentre, irònicament, la distribuïdora Paramount original controla la distribució en sales encara que no ha anunciat res per ara. A més, el personatge de Betty Boop i la marca registrada pertany actualment al King Features Syndicate i als estudis Fleischer. La sèrie de Betty Boop continua sent la favorita de molts crítics i la pel·lícula de 1933 Snow White (no confondre amb La Blancaneu i els set nans de Walt Disney de 1937) va ser seleccionada per la Biblioteca del Congrés dels Estats Units per preservar-la al Registre Nacional de Pel·lícules el 1994. Encara dura la fama de Betty Boop i hi ha moltes referències a diferents llocs com la tira còmica Doonesbury, on la promesa del personatge BD es diu "Boopsie". Actualment, hi ha 22 animacions de Betty Boop de domini públic disponibles a Internet Archive.